# Syllepte dentilinea
Syllepte dentilinea là một loài bướm đêm trong họ Crambidae.